# Деби Армстронг
Деби Армстронг (енгл. Deborah Rae ("Debbie") Armstrong; Сејлем, 6. децембар 1963) је бивша америчка алпска скијашица. Највећи успех у каријери јој је освајање златне медаље на Олимпијским играма 1984. у Сарајеву

## Резултати

### Олимпијске игре
- Олимпијске игре 1984.
  -  Златна медаља у велеслалому

### Светски куп
- Најбољи резултат у генералном пласману: 20. место на 1984/85.

#### Пласмани по сезонама
- Светски куп 1982/83:
  - Генерални пласман: 33. место
- Светски куп 1983/84:
  - Генерални пласман: 24. место
- Светски куп 1984/85:
  - Генерални пласман: 20. место
- Светски куп 1985/86:
  - Генерални пласман: 35. место
- Светски куп 1986/87:
  - Генерални пласман: 22. место
- Светски куп 1987/88:
  - Генерални пласман: 94. место